# Берин Извор
Берин Извор је насеље у Србији у општини Бабушница у Пиротском округу. Према попису из 2022. било је 10 становника.

## Демографија
У насељу Берин Извор је 2002.године живело 86 пунолетних становника, а просечна старост становништва износи 57,1 година (53,8 код мушкараца и 60,1 код жена). У насељу има 41 домаћинство, а просечан број чланова по домаћинству је 2,20.
Ово насеље је углавном насељено Бугарима (према попису из 2002. године).
|  |

| Демографија | Демографија | Демографија |
| Година      | Становника  | Становника  |
| ----------- | ----------- | ----------- |
| 1948.       | 458         |             |
| 1953.       | 482         |             |
| 1961.       | 473         |             |
| 1971.       | 362         |             |
| 1981.       | 288         |             |
| 1991.       | 151         | 151         |
| 2002.       | 90          | 90          |
| 2011.       | 41          |             |
| 2022.       | 10          |             |

| Етнички састав према попису из 2002.‍ | Етнички састав према попису из 2002.‍ | Етнички састав према попису из 2002.‍ | Етнички састав према попису из 2002.‍ | Етнички састав према попису из 2002.‍ |
| ------------------------------------ | ------------------------------------ | ------------------------------------ | ------------------------------------ | ------------------------------------ |
|                                      |                                      |                                      |                                      |                                      |
| Бугари                               | Бугари                               |                                      | 76                                   | 84,44%                               |
| Срби                                 | Срби                                 |                                      | 12                                   | 13,33%                               |
| Југословени                          | Југословени                          |                                      | 1                                    | 1,11%                                |

| Година пописа     | 1948. | 1953. | 1961. | 1971. | 1981. | 1991. | 2002. |
| ----------------- | ----- | ----- | ----- | ----- | ----- | ----- | ----- |
| Број домаћинстава | 68    | 75    | 89    | 102   | 81    | 63    | 41    |

| Број чланова      | 1  | 2  | 3 | 4 | 5 | 6 | 7 | 8 | 9 | 10 и више | Просек |
| ----------------- | -- | -- | - | - | - | - | - | - | - | --------- | ------ |
| Број домаћинстава | 14 | 19 | 1 | 4 | 0 | 2 | 1 | 0 | 0 | 0         | 2,20   |

| Пол    | Укупно | Неожењен/Неудата | Ожењен/Удата | Удовац/Удовица | Разведен/Разведена | Непознато |
| ------ | ------ | ---------------- | ------------ | -------------- | ------------------ | --------- |
| Мушки  | 42     | 14               | 25           | 2              | 1                  | 0         |
| Женски | 45     | 5                | 26           | 13             | 0                  | 1         |
| УКУПНО | 87     | 19               | 51           | 15             | 1                  | 1         |

| Пол    | Укупно                    | Пољопривреда, лов и шумарство | Рибарство                            | Вађење руде и камена | Прерађивачка индустрија       |
| ------ | ------------------------- | ----------------------------- | ------------------------------------ | -------------------- | ----------------------------- |
| Мушки  | 13                        | 2                             | 0                                    | 0                    | 0                             |
| Женски | 3                         | 3                             | 0                                    | 0                    | 0                             |
| УКУПНО | 16                        | 5                             | 0                                    | 0                    | 0                             |
| Пол    | Производња и снабдевање   | Грађевинарство                | Трговина                             | Хотели и ресторани   | Саобраћај, складиштење и везе |
| Мушки  | 0                         | 9                             | 0                                    | 1                    | 0                             |
| Женски | 0                         | 0                             | 0                                    | 0                    | 0                             |
| УКУПНО | 0                         | 9                             | 0                                    | 1                    | 0                             |
| Пол    | Финансијско посредовање   | Некретнине                    | Државна управа и одбрана             | Образовање           | Здравствени и социјални рад   |
| Мушки  | 0                         | 0                             | 1                                    | 0                    | 0                             |
| Женски | 0                         | 0                             | 0                                    | 0                    | 0                             |
| УКУПНО | 0                         | 0                             | 1                                    | 0                    | 0                             |
| Пол    | Остале услужне активности | Приватна домаћинства          | Екстериторијалне организације и тела | Непознато            | Непознато                     |
| Мушки  | 0                         | 0                             | 0                                    | 0                    | 0                             |
| Женски | 0                         | 0                             | 0                                    | 0                    | 0                             |
| УКУПНО | 0                         | 0                             | 0                                    | 0                    | 0                             |

## Галерија
- Панорама околине
- Околна брда
- Кућа